# Vítězslav Boček
Vítězslav Boček (4. prosince 1901 Kutná Hora – 5. května 1961 Praha) byl český herec, spisovatel a dramatik.

## Život
Studoval ochodní akademii, studium však nedokončil a dal se na hereckou dráhu. Hrál nejdříve u kočovních hereckých společností, v sezóně 1924/1925  hrál v ostravském divadle, v letech 1925 až 1930 ve Slovenském národním divadle, v letech 1930 až 1948 hrál ve Vinohradském divadle,  v letech 1948 až 1951 v Divadle státního filmu,  v letech 1951 až 1954 v Karlínském divadle a od roku 1954 v Městských divadlech pražských. Od roku 1937 hrál též ve filmech, např. ve filmu režiséra Martina Friče Krok do tmy  hrál Freda, ve filmu režiséra Waltra Schorsche Pán a sluha ztvárnil roli Ing. Ševčíka, či ve filmu režisérů Otakara Vávry a Martina Friče Panenství hrál Hejtmánka. Jeho jedinou hlavní filmovou rolí byla postava účetního Josefa Baška ve filmu režiséra Ladislava Broma Vyděrač, který byl natočen podle románu Egona Hostovského.
Ve 20. letech 20. století psal pod pseudonymem Tipan B. humoristické hry pro zájezdová a ochotnická divadla. Na začátku 30. let 20. století pak napsal dva detektivní romány, a  to Záhada vyhaslých očí a Kapucín.